# Manuel Cañete

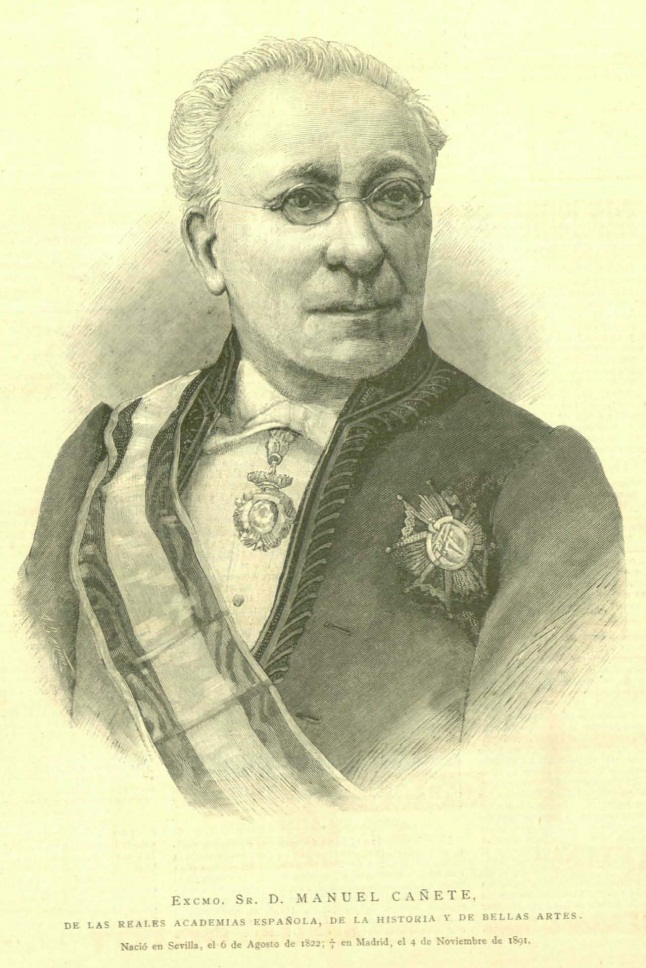
Manuel Cañete.

Manuel Cañete (* 6. August 1822 in Sevilla; † 4. November 1891 in Madrid) war ein spanischer Autor, Journalist und Hispanist.

## Leben und Werk
Manuel  Cañete war Journalist, Literaturkritiker, Dichter, Dramatiker und Autor von Zarzuelas. Er wurde 1857 in die Real Academia Española und 1883 in die Real Academia de la Historia gewählt.

## Werke
- Un rebato en Granada. Dramo en tres actos y un prólogo, Madrid 1845
- Poesías, Madrid 1859
- Discurso acerca del drama religioso español antes y después de Lope de Vega, Madrid 1862 (Akademievortrag, 42 Seiten)
- ¿Por qué no llegó a su apogeo el idioma castellano hasta la segunda mitad del siglo XVI? Discurso escrito por Don Manuel Cañete, individuo de número de la Real Academia Española y leido ante dicha corporacion en sesion publica inaugural de 1867, Madrid 1867 (Akademievortrag, 57 Seiten)
- (Hrsg.) Lucas Fernández, Farsas y églogas al modo y estilo pastoril y castellano, Madrid 1867
- (Hrsg.) Manuel José Quintana, Obras inéditas, Madrid 1872
- (Hrsg.) Bartolomé de Torres Naharro, Propalladia, Madrid 1880
- Discurso leido ante la Real academia española en su junta pública inaugural de 1881, dedicade à la memoria del... venezaleno Andrés Bello, Madrid 1881 (Akademievortrag, 43 Seiten)
- Escritores españoles e hispanoamericanos. El Duque de Rivas. El Dr. José Joaquín de Olmedo, Madrid 1884
- El Teatro español del siglo XVI. Estudios histórico-literarios: Lucas Fernández, Micael de Carvajal, Jaime Ferruz, el maestro Alonso de Torres y Francisco de las Cuebas, Madrid 1885
- (Hrsg.) El viaje entretenido de Agustín de Rojas, Madrid 1901